# Piatra Poienii
Piatra Poienii este o arie protejată de interes național ce corespunde categoriei a IV-a IUCN (rezervație naturală de tip geologic), situată în vestul Transilvaniei, pe teritoriul județului Alba. 

## Localizare
Aria naturală se află în partea estică a Munților Trascăului (pe malul stâng al Văii Ighielului), în vestul județului Alba, pe teritoriul administrativ al comunei Ighiu, în imediata apropiere de drumul județean DJ106H, care leagă satul Ighiu de Întregalde.

## Descriere
Rezervația naturală a fost declarată arie protejată prin Legea Nr.5 din 6 martie 2000, publicată în Monitorul Oficial al României, Nr.152 din 12 aprilie 2000, privind aprobarea Planului de amenajare a teritoriului național - Secțiunea a III-a - zone protejate și are o suprafață de 1 ha.
Aria naturală reprezintă o klippă de calcare jurasice sub formă de olistolite, înconjurată de vegetație formată din pajiști mezofile, cu specii de păiuș roșu (Festuca rubra), iarba vântului (Nardus stricta) sau iarba câmpului (Agrostis tenuis).

## Monumente și atracții turistice
În vecinătatea rezervației naturale se află câteva obiective de interes istoric, cultural și turistic; astfel:

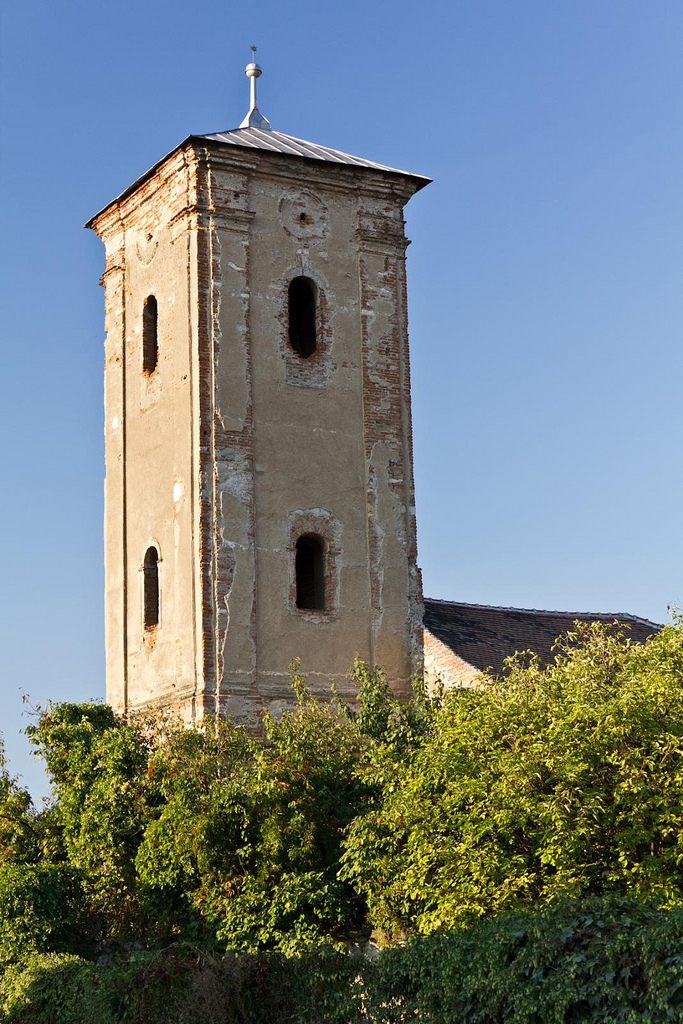
Biserica reformată din Şard

- Biserica „Cuvioasa Paraschiva” din Ighiel, construcție 1781, monument istoric (cod LMI AB-II-m-B-00235).
- Biserica "Cuvioasa Paraschiva" din Ighiu, construcție 1724, monument istoric (cod LMI AB-II-m-B-00237).
- Ansamblul bisericii reformate din Ighiu (biserica reformată, fostă biserică evanghelică; incintă fortificată și casa parohială reformată, fostă casă parohială evanghelică), construcție sec. XV - XVIII, monument istoric (cod LMI AB-II-a-A-00236).
- Ansamblul bisericii reformate din Șard (biserica reformată, fostă biserică evanghelică și zid de incintă, cu turn de poartă), construcție sec. XV - XVIII, monument istoric (cod LMI AB-II-a-B-00362).
- Castelul Eszterhazy din Șard, construcție secolul al XVII-lea, monument istoric (cod LMI AB-II-m-A-00363).
- Castrul roman de la Ighiu.
- Situl arheologic "Piatra Tăiată" de la Țelna (Epoca bronzului timpuriu, Cultura Coțofeni).
- Situl arheologic "Rupturi" de la Țelna (așezare și necropolă tumulară, atribuite Epocii bronzului).
- Rezervațiile naturale Iezerul Ighiel și Piatra Grohotișului.